# مانهايم
مانهايم أو مَنْهَيْم (بالألمانية: Mannheim) تقع في جنوب غرب ألمانيا في ولاية بادن-فورتمبيرغ وعدد سكانها 326.941 (إحصاء ٣١ ديسمبر ٢٠٢٣) نسمة وتعتبر ثاني أكبر مدينة في الولاية بعد العاصمة شتوتغارت ويوجد بها 3 جامعات حكومية وعدد الطلبة 17.760 الدارسين فيها لعام 2006 ويوجد أيضاً 4 مؤسسات للبحث العلمي .

## رموز المدينة
إن رمز مدينة مانهايم هو برج المياه، عملاق من الأحجار الرملية يبلغ علوه 60 مترا وينتصب بمحاذاة حديقة الورود مباشرة، التي تشكل هي الأخرى صورة توضع على البطاقات البريدية الخاصة بمانهايم. صمم كلاهما، البرج والحديقة، من قبل المهندس برونو شميتس من برلين، الذي تولى فضلا عن ذلك تصميم ساحة فريدريش بما في ذلك ألعابها المائية وقد جعل كل شيء على طراز عصر الشبيية (أرت ديكو).
أما بناية البلدية القديمة فتعتبر جل ما يعود إلى عصر الأمراء المنوطين بانتخاب القيصر وبهذا فإنها أقدم بناء معماري في المدينة. وقد أقيم الجناح الغربي منها بداية ككنيسة، إلا أنه تم لاحقا دمجه ببناية البلدية. كما أن الجامعة أيضا غير موجودة في قصر زجاجي حديث، بل في أحد قصور الأمراء الواقع في منتصف المدينة.
كان الأمير فريدريش الرابع فون دير بفالتس يميل حتى في أوائل القرن السابع عشر إلى طريقة بناء مربعة عملية ـ جيدة. تعين عندها ربط المدينة التي سكن بها آنذاك المنتمين إلى الطبقة الوسطى (المدينة القديمة حاليا) بالحصن، قلعة فريدريش، عن طريق شبكة شوارع على شكل مشبك، يتكون من وحدات سكنية متساوية الأحجام ـ ما ضحك منه الشاعر الألماني يوهان فولفغانغ فون غوته عقب ذلك بمائتي سنة تقريبا ووصفه بأنه «مبني بمرح وتناسق».

## اختراعات من مانهايم

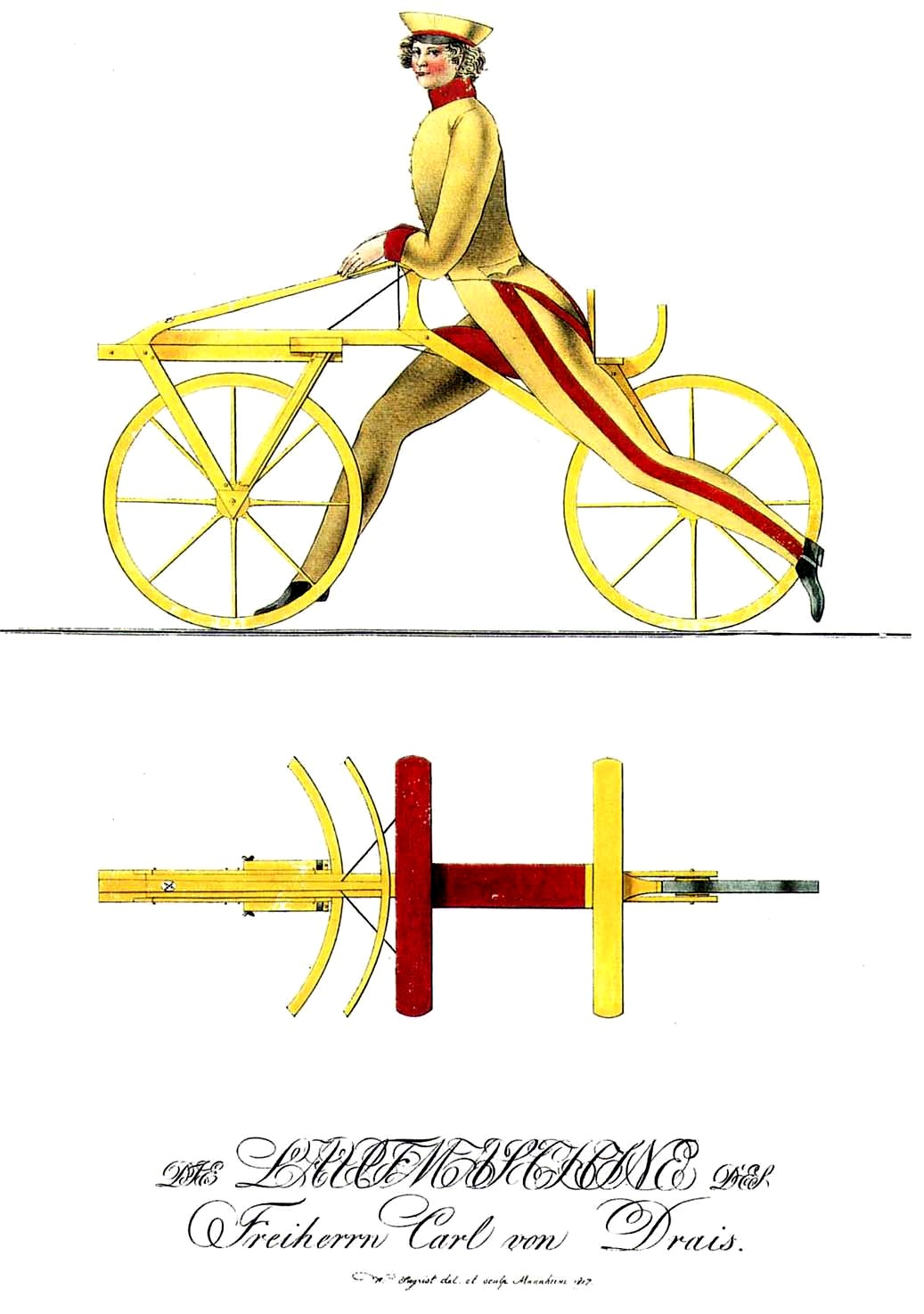
أول دراجة هوائية في التاريخ ، صنعت في مانهايم بوساطة كارل فريهر فون درايس في عام 1817 م
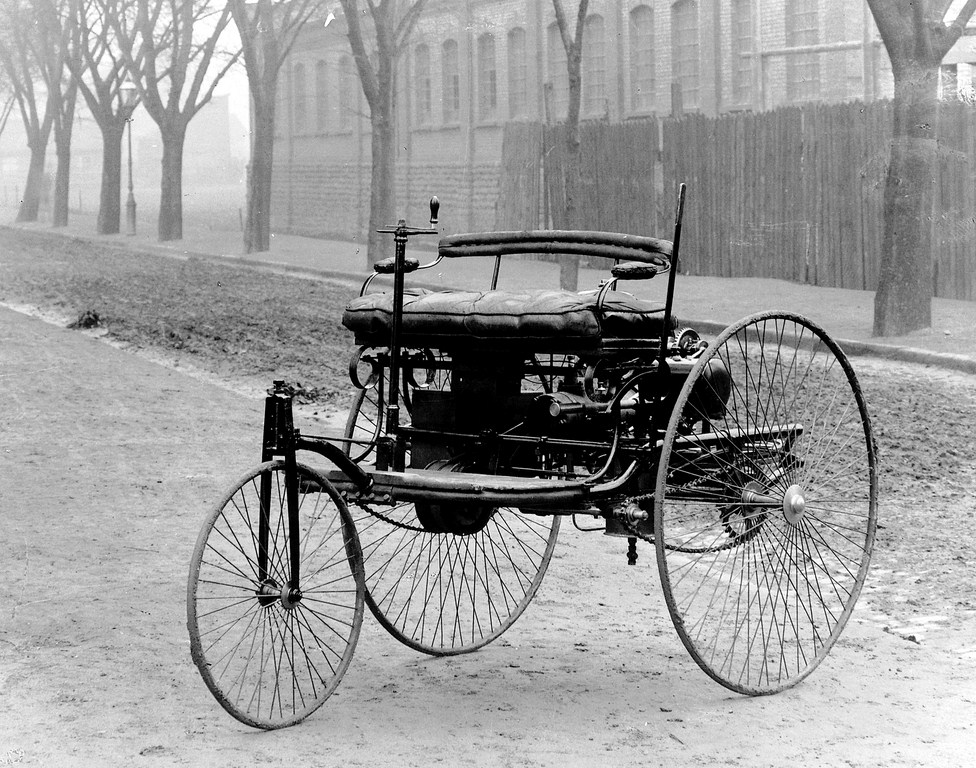
أول سيارة في التاريخ ، صنعت في مانهايم بواسطة كارل بينز في عام 1885 م
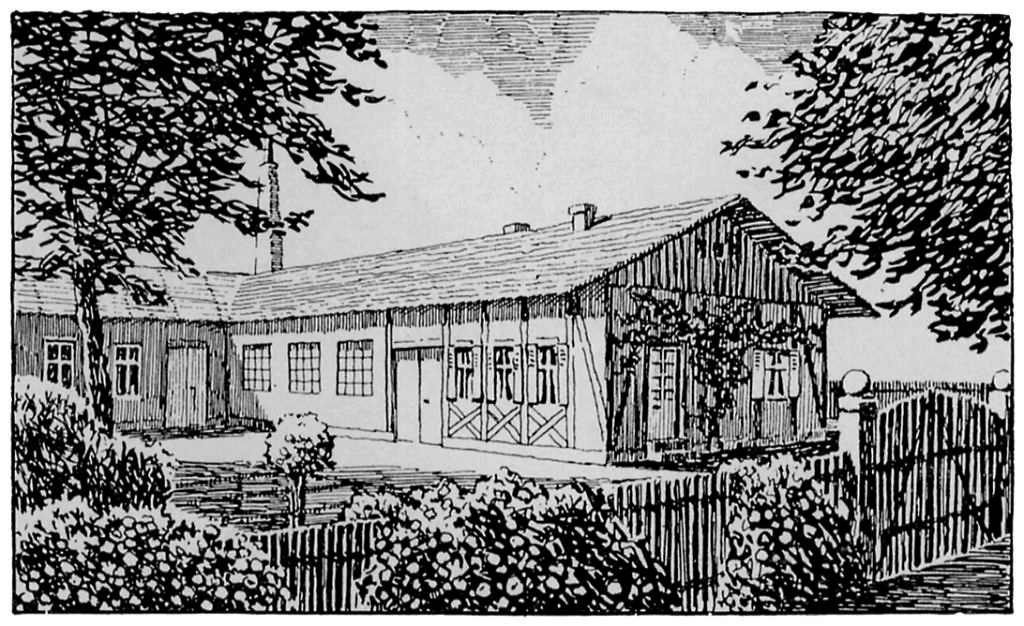
ورشة كارل بينز في مانهايم (T6, 11)
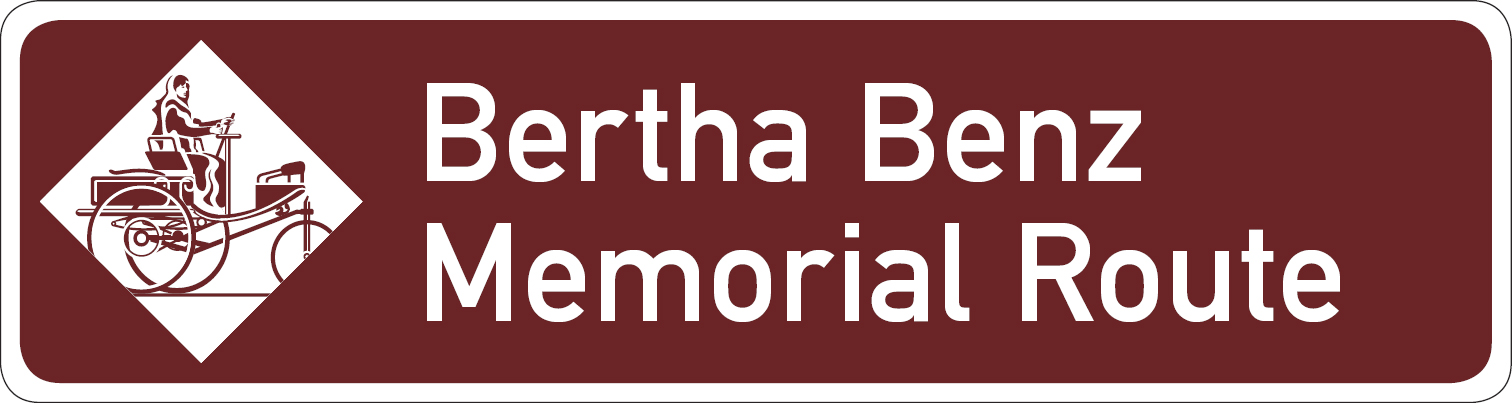
Official sign of Bertha Benz Memorial Route, commemorating the world's first long distance journey by automobile from Mannheim to Pforzheim in 1888 (104 km / 64 miles)

## وصلات خارجية
- Bertha Benz Memorial Route Mannheim-Pforzheim